# Bouvigny-Boyeffles
 Bouvigny-Boyeffles  es una población y comuna francesa, situada en la región de Norte-Paso de Calais, departamento de Paso de Calais, en el distrito de Lens y cantón de Sains-en-Gohelle.

## Demografía
| 1985 | 1927 | 2049 | 2216 | 2317 | 2439 |
| Para los censos de 1962 a 1999 la población legal corresponde a la población sin duplicidades (Fuente: INSEE [Consultar]) |      |      |      |      |      |